# Nomenclatura Comum do Mercosul
A Nomenclatura Comum do Mercosul (NCM) é uma convenção de categorização de mercadorias adotada desde 1995 pelo Uruguai, Paraguai, Brasil e Argentina e que toma por base o Sistema Harmonizado (SH). Este sistema de nomenclatura foi criado a fim de melhorar e facilitar o crescimento do comércio internacional, facilitando também a criação e comparação de estatísticas.
O SH facilita os trâmites comerciais internacionais, a elaboração das tarifas de fretes e de estatísticas, como por exemplo sobre os diferentes meios de transporte usados.

## Composição
Os códigos da NCM são compostos por oito dígitos, sendo os seis primeiros formados pelo Sistema Harmonizado, enquanto o sétimo e oitavo são específicos ao âmbito do Mercosul.
As tabelas de códigos podem ser consultadas, por exemplo, no Ministério da Fazenda do Brasil.
As tabelas são bastante abrangentes, não discriminando categorias muito específicas tais como materiais para uso escolar e muitos produtos de informática.
Uma segunda tabela é usada para identificar as unidades de medida de cada produto, chamada tabela de aplicação.

## Regras para a classificação
Para a correta classificação de uma mercadoria deve-se observar os seguintes itens:
- A) A classificação deve ser determinada a partir dos textos das posições e pelas notas de seção e de capítulo.
- B) Um produto inacabado, incompleto  ou por montar se classifica na mesma posição do produto completo, desde que tenha as características essenciais do produto acabado.
- C) Quaisquer referências a produtos finais de uma determinada matéria englobam produtos constituídos inteira ou parcialmente por essa matéria.
- D) Quando uma mercadoria puder ser classificada em duas ou mais posições, prevalece a mais específica; no entanto, quando estas posições se referirem "a apenas uma parte das matérias constitutivas de um produto misturado, tais posições devem considerar-se como igualmente específicas, ainda que uma delas apresente uma descrição mais precisa ou completa da mercadoria".
- E) Os produtos misturados, quando não for possível a classificação pela regra acima, devem ser classificados pela matéria que os confira a característica essencial (quando sua determinação for possível).
- F) Se mesmo assim (a partir das regras "D" e "E") não for possível determinar a classificação, a mercadoria se classificará no último lugar na ordem numérica dentre as posições possíveis.
- G) Mercadorias que não possam ser classificadas com o uso das regras acima, serão classificadas na posição que abranja mercadorias mais semelhantes a ela.
- H) Estojos para conter um produto determinado ou sortido, e suscetíveis de uso prolongado, se apresentados com artigos a que se destinam, classificam-se com estes últimos, desde que sejam normalmente vendidos com tais artigos. "Não diz respeito aos receptáculos que confiram ao conjunto a sua característica essencial". Por exemplo:

Uma caixa de papelão contendo: um pacote de macarrão, uma lata de molho de tomate e um pacote de queijo ralado.
Nesse caso, iremos classificar a principal finalidade da caixa que é o pacote de macarrão, mas, quando for discriminar o produto, colocar todos os itens do conteúdo da caixa, incluindo a caixa de papelão.
- I) Quando da regra "H", esta disposição não é obrigatória caso as embalagens sejam claramente suscetíveis de utilização repetida.
- J) No que diz respeito às subposições de uma mesma posição, a classificação será feita com o uso dos textos e notas de subposição, de seção e de capítulo, e pelas regras precedentes, sendo comparáveis apenas subposições de mesmo nível.

Oficialmente estas regras são numeradas de 1 a 6. Aqui estão apresentadas de outra forma por uma questão de clareza.

## Regras gerais complementares (RGC)
São regras estabelecidas apenas no âmbito do Mercosul.
A primeira delas estende a aplicação das regras de A) a I)para a classificação em nível de item e de subitem (7º e 8º dígitos), referentes a aberturas feitas no âmbito do Mercosul.
A segunda trata da aplicação da regra I), referente às embalagens, e determina que embalagens suscetíveis de utilização repetida devem seguir seu próprio regime, e não se classificar junto com a mercadoria que contêm.

## Como classificar uma mercadoria
Classificar uma mercadoria é, em termos teóricos, bastante simples, e pode ser resumido em duas fases:
1. Identificar claramente a mercadoria que se quer classificar.
2. A partir dos textos das posições de 4 dígitos e do conteúdo das Notas de Seção e de Capítulo, determinar a melhor posição para o enquadramento da mercadoria. Os textos de Seção e de Capítulo auxiliam, mas não são determinantes, na escolha da posição.